# Piret Järvis
Piret Järvis (ur. 6 lutego 1984 w Tallinnie), znana również pod pseudonimami Pirks, Pirru, Pirku, Piraat – estońska instrumentalistka znana z występów w grupie muzycznej Vanilla Ninja. Studentka Uniwersytetu w Tallinnie, była prezenterka estońskich programów telewizyjnych pt. "The Crazy World" i "SuveFizz". Ma starszą siostrę Mari i młodszego brata Peetera. 